# Aurel Cucu
Aurel Cucu (n. 30 octombrie 1950, Voinești, România – d. 2024) a fost un deputat român în legislatura 2000-2004, ales în județul Dâmbovița pe listele partidului PSD. Aurel Cucu a demisionat pe data de 10 ianuarie 2001 și a fost înlocuit de deputatul Ion Nicolae.

## Legături externe
- Aurel Cucu Arhivat în 24 februarie 2021, la Wayback Machine. la cdep.ro